# Списак регија северозападних територија
Канадска област северозападних територија је подељена на административне регионе на више начина а у зависности од употребне сврхе.

## Административни региони
Одељење за општинске и комуналне послове Владе северозападне територије дели територију на пет региона. Друге службе су усвојиле сличне поделе за административне сврхе, чинећи ове де факто регионе територије. Ове дивизије немају сопствену владу, али владине службе северозападних територија су децентрализоване на регионалној основи.
Нека владина одељења уносе мале измене у овај аранжман. На пример, Управа за здравствене и социјалне услуге групише Форт Резолушн са регионом Норт Слејв и дели регион Саут Слејв на два региона: Хај Ривер и Форт Смит. Одељење за природне ресурсе користи исте границе, али регију Инувик назива „Бофортова делта“.
| Регија     | Регионалне канцеларије (с)        | Популација (2016) | Мапа |
| ---------- | --------------------------------- | ----------------- | ---- |
| Дечо       | Форт Симпсон                      | 2.073             |      |
| Инувик     | Инувик                            | 6.372             |      |
| Норт Слејв | Јелоунајф Бечоко (подканцеларија) | 23.144            |      |
| Сахту      | Норман Велс                       | 2.554             |      |
| Саут Слејв | Форт Смит Хеј Ривер (sub-office)  | 7.764             |      |

## Права на земљиште
Уговори о земљишту и самоуправи са групама Фирст Нејшн, Инувиалуит (Инуити) и Метиси дају њиховим владама значајну количину овлашћења да управљају коришћењем земљишта у оквиру договорених подручја. Свака од ових подручја је много већа од области које су у власништву аутохтоне владе. Унутар сваке од ових области, аутохтона нација има јурисдикцију над неколико области закона, а коришћењем земљишта ефективно заједнички управљају територијална влада и влада староседелаца.
Уговор постоји и са првом нацијом Солт Ривера, али он успоставља резерве, а не подручје заједничког коришћења земљишта.
| Регија                   | Аутохтона влада                                       | Споразум                                                        | Белешка | Мапа |
| ------------------------ | ----------------------------------------------------- | --------------------------------------------------------------- | --- | ---- |
| Територија Ачо Дене Кое  | Први народ Ачо Дене Кое                               | нема                                                            | Земљиште на које полаже права нација Ачо Дене Кое укључује земљиште у Северозападној територији, Јукону и Британској Колумбији. Северозападна територија је део на југозападу провинције, окружујући заселак Форт Лерд. Начелни споразум у вези са земљиштем потписан је 5. фебруара 2014. године. |      |
| Територија Акаитчо       | Влада територије Акаитоо и Алијанса Норт Слејв Метиса | нема                                                            | Територија Акаитчо отприлике одговара области региона Норт Слејв источно од Векезхија, могуће да се протеже на југ у регион Саут Слејва. Захтеви за земљиште за територију Акаитчо још увек нису решени, али су у преговорима са обе владе од 2021. године. Јужни део региона је на територији Споразум 8, а северни део је познат као Главне територије Дригис, чије нације раде са државама из Уговора 8 иако нису у Уговору 8. Постоји споразум између Акаитчо и Тличо владе како би осигурале да се јурисдикција два народа неће преклапати. |      |
| Регија Дечо              | Први народ Дечо                                       | нема                                                            | Земљишни захтеви за регионе Дечо још увек нису решени, али су у преговорима од 2021. године.. Постојећи уговор за регион је Уговор 11. Земље за које се тврдило да су приближне региону Дечо, иако Каʼаʼги Ту Први народ полаже право на земљиште даље на истоку. Захтев се преклапа са територијом Ачо Дене Кое на југозападу и преклапа се са Катлʼодиче Готʼи Нди на истоку. |      |
| Подручје насеља Гвичʼин  | Племенско веће Гвичʼин                                | Свеобухватни споразум о потраживању земљишта Гвичʼин            | Граничи се са регијом насеља Инувиалуит а заједнице Аклавик и Инувик потпадају под оба права на земљиште |      |
| Регион насеља Инувиалуит | Регионална корпорација Инувиалуит                     | Коначни споразум Инувиалуита                                    | Подручје обухваћено споразумом простире се на Јукон. Граничи се са подручјем насеља Гвичʼин и заједнице Аклавик и Инувик потпадају под оба права на земљу |      |
| Резерват Хај Ривер       | Први народ Катлодиче                                  | нема                                                            | Јужно од Великог ропског језера. Његова западна граница је отприлике 50 km западно од аутопута 1, а источна је отприлике на пола пута кроз Национални парк Вуд Бафало. Земљиште на које се полаже право мало се преклапа на западу са захтевима Каʼаʼгее Ту племена из првих нација Дечо. Половина његове популације живи у Резервату Хај Ривер. |      |
| Регион Саут Слејв Метис  | Северозападна нација Метис                            | нема                                                            | Налази се у региону Саут Слејв, са тренутном управом Метиса са седиштем у Хај Риверу, Форт Смиту и Форт Резолушну. Две кабине које се налазе у том подручју се преклапају са захтевима за земљиште од стране племена Кʼатлодиче. Оквирни споразум о самоуправи потписан је 21. маја 2021. године. О правима на земљиште ће се преговарати у каснијој фази процеса. |      |
| Регион насеља Сахту      | Сахту Дене савет                                      | Сахту Дене и Метис свеобухватни споразум о потраживању земљишта | Има исте границе као и регион Сахту. Подељен је на округ Делајн, округ Тулита и округ Кашо Готин. Округ Делајн има свој споразум о самоуправи |      |
| Векежи                   | Тличо влада                                           | Тличо земљишни захтеви и споразум о самоуправи                  | Обухвата западну половину региона Норт Слејв, искључујући град Јелоунајф. Такође се зове регион Тичу, по људима који тамо живе, али се разликује од „земља Тичу“, које су земље унутар Векежија које су у потпуном власништву Тичо владе. |      |

## Пописне дивизије
Статистички завод Канаде дели територију на шест пописних јединица. Ове области постоје искључиво за потребе статистичке анализе и презентације, немају своју владу. Они су наведени у наставку са њиховом најмногољуднијом општином на десној страни:
- Регион 1 – Инувик
- Регион 2 – Норман Велс
- Регион 3 – Бечоко
- Регион 4 – Форт Симпсон
- Регион 5 – Форт Смит
- Регион 6 – Јелоунајф

### Бивша пописна одељења

#### 1999-2011
Пре пописа од 2011. године, постојала су два пописна одељења. Некадашња пописна подела Инувик била је знатно већа од истоимене административне области.
- Регион Форт Смит – Форт Смит
- Регија Инувик, (бивша пописна јединица) – Инувик

#### Пре 1999.
Пре поделе Северозападне територије и стварања Нунавута 1999. године, постојало је пет пописних подела. Њихове границе су донекле измењене као део прилагођавања.
- Бафин
- Форт Смит (регија)
- Инувик (регија)
- Киватин (регија)
- Китикмеот (регија)

Ове регионе не треба мешати са бившим окрузима северозападних територија.